# Svartedalens naturreservat
Svartedalens naturreservat är ett naturreservat i  det vidsträckta skogsområdet Svartedalen i sydöstra Bohuslän. Naturreservatet ingår i EU-nätverket Natura 2000 och sträcker sig genom Romelanda socken i Kungälvs kommun, Spekeröds socken och Ucklums socken i Stenungsunds kommun samt Västerlanda socken i Lilla Edets kommun. Området inrättades i omgångar 1982, 1988 och 1999. Det är sammanlagt omkring 3 406 hektar stort och förvaltas av Västkuststiftelsen.
De största sjöarna inom och invid reservatet är Helgesjön, Härsvatten, Kroksjön, Stendammen, Håltesjön, Ålevatten, Drypesjön och Storsjön.
Området administreras av länsstyrelsen i två formella reservat, detta kallat Svartedalens natur- och friluftsområde som omfattar 2730 hektar, och ett annat kallat Svartedalens vildmarksområde som omfattar 674 hektar.

## Bilder

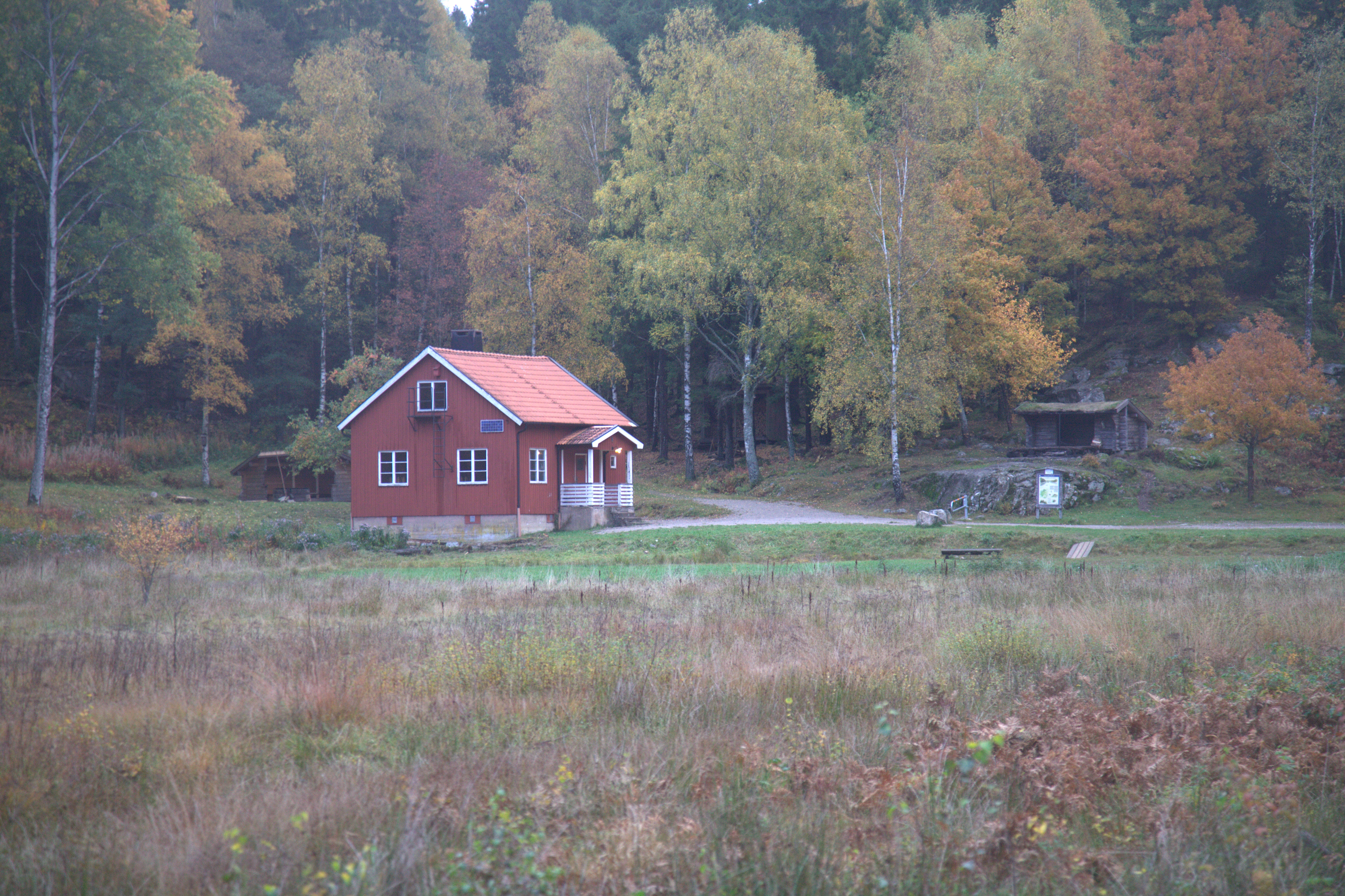
Bottenstugan, kring vilken många vandringsleder utgår.
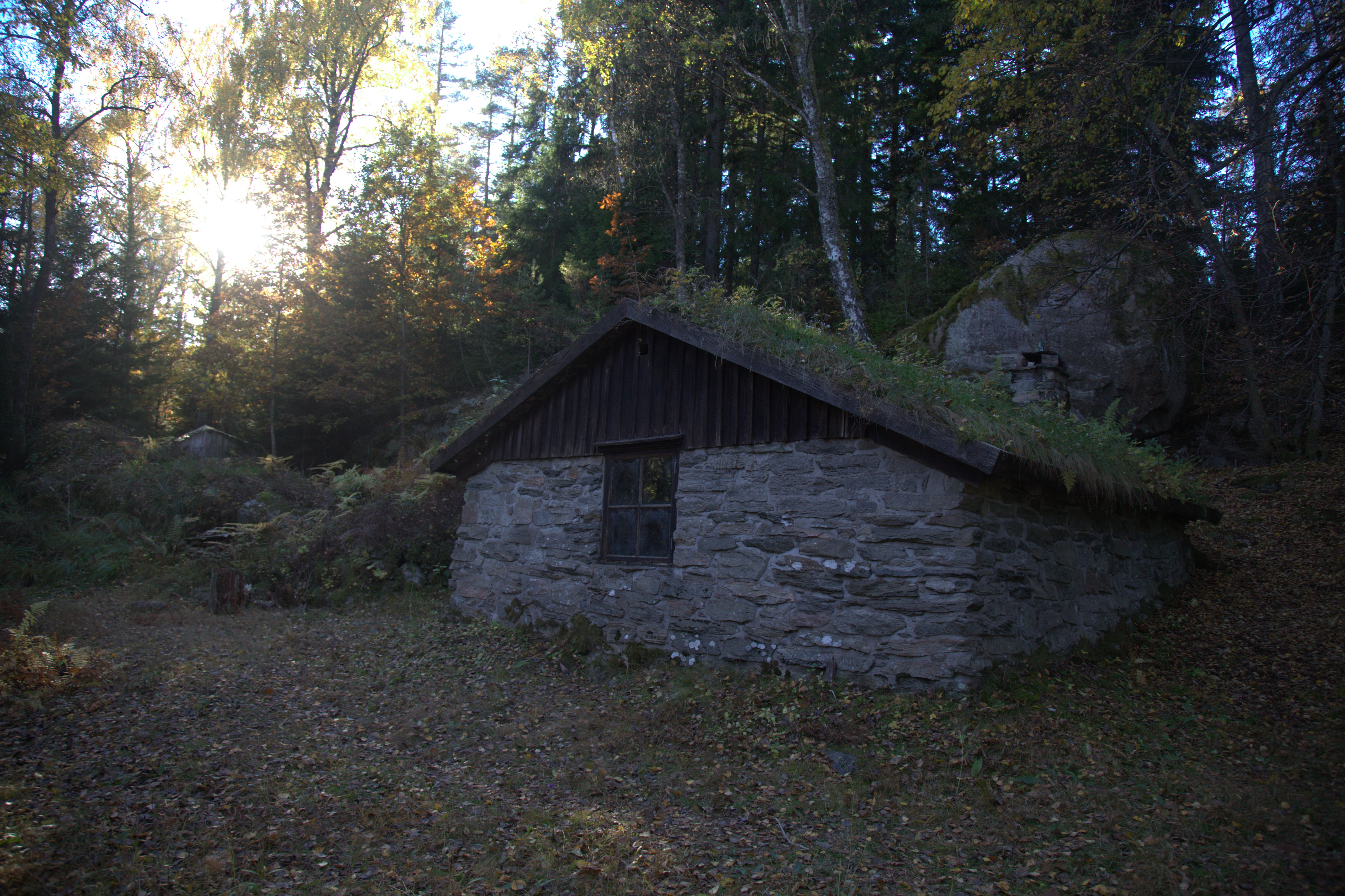
Stenstugan vid Hungersvatten.
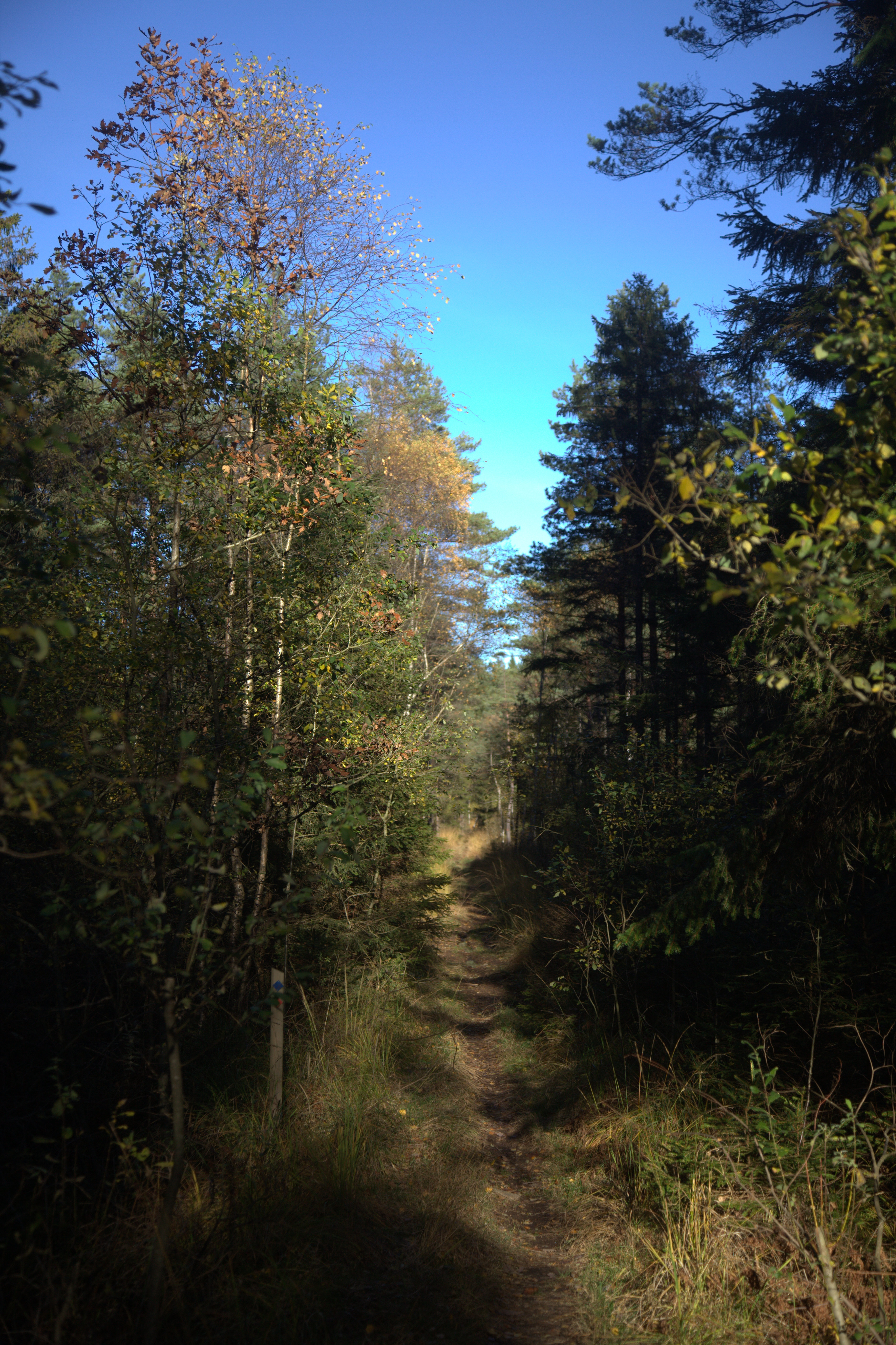
En av många vandringsleder i området.